# Tamgaly
Tamgaly (Kazachs: Таңбалы) is een gebied in het Oblast Almaty in Kazachstan. Het valt binnen het Zevenstromenland. In dit gebied zijn zo'n vijfduizend petrogliefen te vinden. De tekeningen werden in de brons- en ijzertijd uitgekrast in de rotsen van een rivierkloof. Op deze tekeningen zijn mensen, goden en dieren uitgebeeld.
In 2004 werd Tamgaly toegevoegd aan de Werelderfgoedlijst van UNESCO.
Mausoleum van Hodja Ahmed Yasavi · Saryarka-steppe en Meren van Noord-Kazachstan · Tamgaly · Zijderoute: het wegennetwerk van de Chang'an-Tiensjancorridor · Westelijke Tiensjan